# 24962 Кендзітоба
24962 Кендзітоба (24962 Kenjitoba) — астероїд головного поясу, відкритий 27 жовтня 1997 року.
Тіссеранів параметр щодо Юпітера — 3,176.
Названо на честь астронома-аматора Кендзі Тоби (яп. けんじ・とば(鳥羽健次) кендзі тоба).